# Miriam Longo
Miriam Longo (Milano, 23 febbraio 2000) è una calciatrice italiana, attaccante della Fiorentina.

## Carriera

### Club
Nata nel 2000, inizia a tirare i primi calci presso l'oratorio slv di Milano per poi passare al AS Nord Ovest militando nei campionati CSI fino alla categoria under 14 dove emerge per talento in mezzo alle squadre maschili, ha iniziato la carriera da professionista nella stagione 2015-2016 nelle Dreamers di Pero, provincia di Milano, in Serie C, ai tempi massimo livello regionale.
Nell'estate 2018 è passata alla neofondata sezione femminile del Milan, dopo che il club milanese aveva acquisito il titolo sportivo del Brescia, per indossare la maglia rossonera per la stagione entrante. Sotto la guida tecnica di Carolina Morace ha debuttato in Serie A il 29 settembre, entrando all'89' al posto di Thaisa nel successo casalingo per 3-2 sulla Fiorentina della 2ª giornata di campionato. Durante la stagione Morace la impiega in 14 incontri di campionato, dove contribuisce a fare un torneo sempre nella parte alta della classifica chiudendola al 3º posto a quota 51 punti, condividendo con le compagne la delusione per la mancata qualificazione in UEFA Women's Champions League, più due di Coppa Italia dove il Milan viene eliminato dalla Juventus in semifinale.
L'arrivo di Maurizio Ganz sulla panchina dalla stagione seguente influisce negativamente sul suo prosieguo di carriera, preferendogli altre compagne nel reparto d'attacco. Pur più a disposizione in panchina, al termine del campionato, concluso anzitempo per le restrizioni dovute alla pandemia di COVID-19, matura solamente 2 presenze, così come in Coppa Italia dove sigla la sua prima rete in rossonero aprendo le marcature nella vittoria per 4-1 sull'Inter.
L'anno seguente, benché Ganz la reputi matura impiegandola da titolare dalla 1ª giornata di campionato, Longo inizia la stagione 2020-2021 con un inusuale infortunio alla spalla destra dovuto ai festeggiamenti del suo primo gol in Serie A, quello che al 15' fissa il risultato sulla vittoria con il Florentia San Gimignano. L'episodio condiziona tutto il resto della stagione, in quanto il dolore alla spalla la costringe a effettuare nel febbraio seguente un intervento chirurgico artroscopico di stabilizzazione della spalla iniziando un lungo percorso riabilitativo che le permette di rientrare solo all'ultima giornata nel pareggio per 2-2 con il Verona.
Completamente ristabilitasi per la stagione 2021-2022, Ganz la impiega con più regolarità, maturando 17 presenze, con due reti all'attivo, in campionato, alle quali si aggiungono le 2 reti su 6 presenze, fino alle semifinali, in Coppa Italia, le 2 presenze in Supercoppa e il suo debutto in UEFA Women's Champions League il 20 agosto 2021, nella finale del primo turno eliminatorio dell'edizione 2021-2022, dove rileva Greta Adami a qualche minuto dalla fine dell'incontro perso con le tedesche dell'Hoffenheim, risultato che elimina il Milan dal torneo.
Durante la successiva sessione estiva di calciomercato la Fiorentina annuncia il suo trasferimento in maglia viola, a titolo temporaneo, per la stagione entrante.
Nell'estate 2023 arriva anche la comunicazione del proseguimento con il club a titolo definitivo, dopo la sottoscrizione di un contratto triennale.

### Nazionale
Convocata per la prima volta dalla FIGC a fine 2015, è stata fra le prime convocate di sempre della formazione under 16, appena creata.
Nel 2019 è stata chiamata dal tecnico federale Enrico Sbardella in under 19 per il torneo di La Manga.

## Statistiche

### Presenze e reti nei club
Statistiche aggiornate al 10 maggio 2025.
| Stagione          | Squadra           | Campionato        | Campionato | Campionato | Coppe nazionali | Coppe nazionali | Coppe nazionali | Coppe continentali | Coppe continentali | Coppe continentali | Altre coppe | Altre coppe | Altre coppe | Totale | Totale |
| Stagione          | Squadra           | Comp              | Pres       | Reti       | Comp            | Pres            | Reti            | Comp               | Pres               | Reti               | Comp        | Pres        | Reti        | Pres   | Reti   |
| ----------------- | ----------------- | ----------------- | ---------- | ---------- | --------------- | --------------- | --------------- | ------------------ | ------------------ | ------------------ | ----------- | ----------- | ----------- | ------ | ------ |
| 2018-2019         | Milan             | A                 | 14         | 0          | CI              | 2               | 0               | -                  | -                  | -                  | -           | -           | -           | 16     | 0      |
| 2019-2020         | Milan             | A                 | 3          | 0          | CI              | 2               | 1               | -                  | -                  | -                  | -           | -           | -           | 4      | 1      |
| 2020-2021         | Milan             | A                 | 5          | 1          | CI              | -               | -               | -                  | -                  | -                  | SI          | -           | -           | 5      | 1      |
| 2021-2022         | Milan             | A                 | 17         | 2          | CI              | 6               | 2               | UWCL               | 1                  | 0                  | SI          | 2           | 0           | 26     | 4      |
| Totale Milan      | Totale Milan      | Totale Milan      | 39         | 3          |                 | 10              | 3               |                    | 1                  | 0                  |             | 2           | 0           | 51     | 6      |
| 2022-2023         | Fiorentina        | A                 | 22         | 4          | CI              | 4               | 2               |                    | -                  | -                  |             | -           | -           | 26     | 6      |
| 2023-2024         | Fiorentina        | A                 | 24         | 4          | CI              | 5               | 1               |                    | -                  | -                  |             | -           | -           | 29     | 5      |
| 2024-2025         | Fiorentina        | A                 | 15         | 0          | CI              | 3               | 0               | UWCL               | 1                  | 0                  | SI          | 1           | 0           | 20     | 0      |
| 2025-2026         | Fiorentina        | A                 | -          | -          | CI              | -               | -               | -                  | -                  | -                  | AWC         | -           | -           | -      | -      |
| Totale Fiorentina | Totale Fiorentina | Totale Fiorentina | 62         | 8          |                 | 12              | 3               |                    | 1                  | 0                  |             | 1           | 0           | 76     | 11     |
| Totale carriera   | Totale carriera   | Totale carriera   | 101        | 11         |                 | 22              | 6               |                    | 2                  | 0                  |             | 3           | 0           | 127    | 17     |